# Ganthier
Ganthier är en kommun i Haiti.   Den ligger i departementet Ouest, i den sydöstra delen av landet, 30 km öster om huvudstaden Port-au-Prince.